# Першань
Першань, Першані (рум. Perșani) — село у повіті Брашов в Румунії. Входить до складу комуни Шинка.
Село розташоване на відстані 164 км на північний захід від Бухареста, 33 км на північний захід від Брашова.

## Населення
За даними перепису населення 2002 року у селі проживали 1104 особи.
Національний склад населення села:
| Національність | Кількість осіб | Відсоток |
| -------------- | -------------- | -------- |
| румуни         | 697            | 63,1%    |
| цигани         | 402            | 36,4%    |
| угорці         | 5              | 0,5%     |

Рідною мовою назвали:
| Мова      | Кількість осіб | Відсоток |
| --------- | -------------- | -------- |
| румунська | 1098           | 99,5%    |
| угорська  | 6              | 0,5%     |